# Замок Виница
Замок Виница (словен. Grad Vinica) — средневековый замок, расположенный в Словении в общине Чрномель. Является национальным памятником культуры Словении.

## История замка

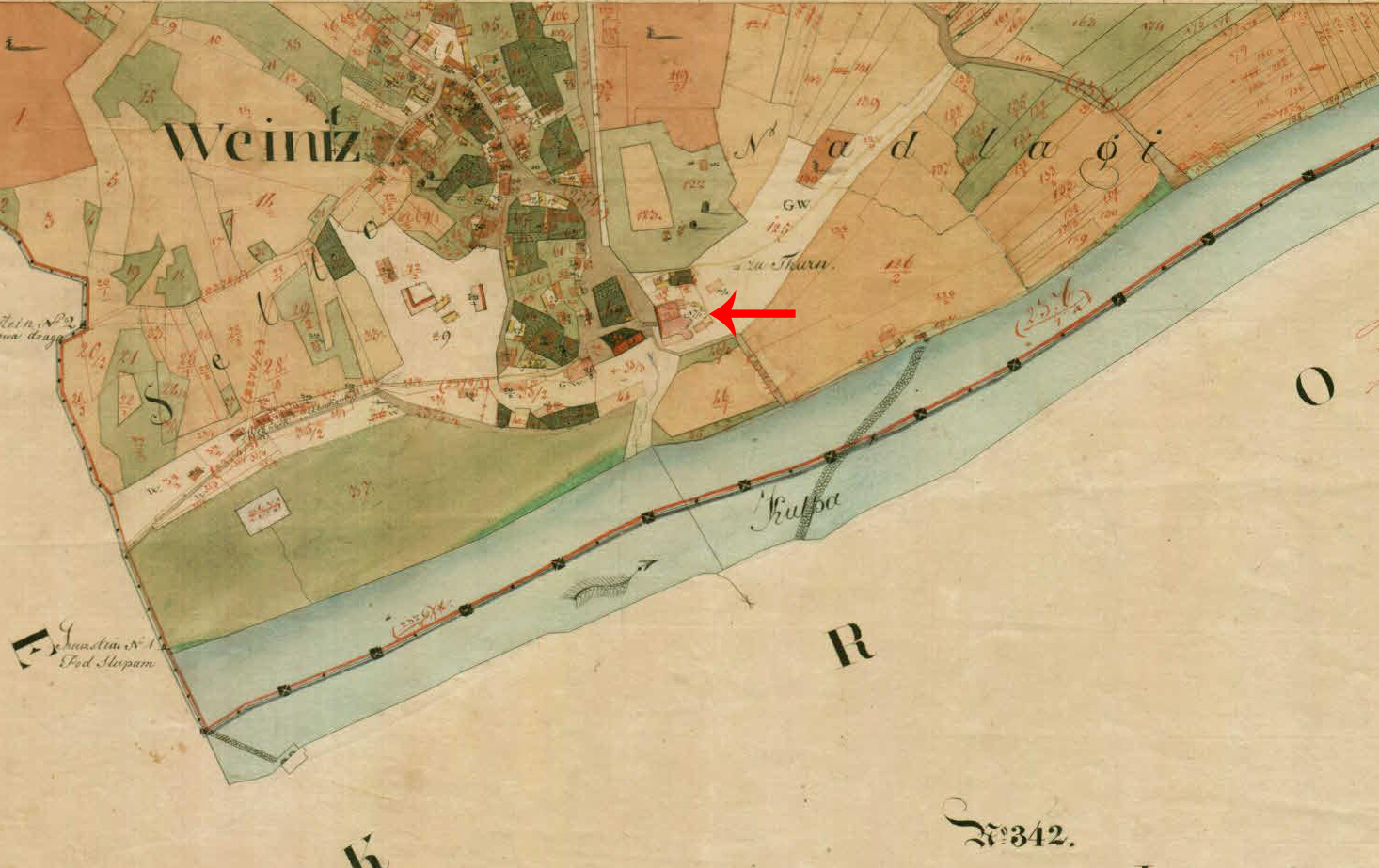
Замок Виница на кадастре Краньска, 1823—1869

Первое упоминание о замке относится к 1082 году. Он был построен на руинах римского форта. В 1469 и 1471 годах замок подвергался нападениям турецких войск. В 1520 году владение замком вернулось семье Семенич, и продолжалось до начала XVII века. В 1555 году замок почти полностью был уничтожен пожаром. Он долгое время был разрушен, хорошо сохранилась лишь часовня, построенная в XIV веке. Позже замок ещё дважды сжигался — в 1874 и 1878 годах. Достоверная информация о владельцах в XVI-XVII веках отсутствует. В XVIII веке замок был заброшен. В середине XVIII века владельцами Виницы была семья Гузиков. В 1856 году замок купил Франк Фридо, а в 1882 году продал его компании «Alpe Montangesellschaft». В 1888 году его перекупил Хенрик Грюнвальд. Затем, замок много раз перепродавался местными жителями, долгое время его владельцами были Миха и Пётр Малич. В 1925 году обладателем прав на комплекс зданий стал Франк Михелик, и с тех пор замок принадлежал его потомкам.
Виница и его окрестности полны доисторических поселений и курганов. В результате систематических раскопок курганов (353 могилы) в начале XX века была собрана богатая коллекция из 20 тысяч предметов, позже перевезённых в Америку, где они были проданы в 1934 году на открытом аукционе в Нью-Йорке.

## Герб

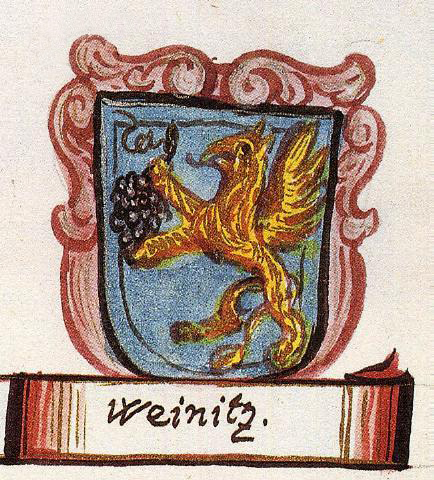
Виницкий герб в гербовой книге Янеза Вальвазора (Opus insignium armorumque, 1687—1688)

На синем полотне герба изображен свирепый золотой грифон, держащий гроздь винограда. Грифон символизирует храбрость, мужество, вызов, настороженность. Свирепая поза означает готовность к борьбе. Синий цвет полотна означает честь, честность, верность, устойчивость. Золотой цвет олицетворяет величие, престиж, достоинство, богатство. Гроздь винограда символично представляет основную ветвь владельцев замка.

## Современное состояние

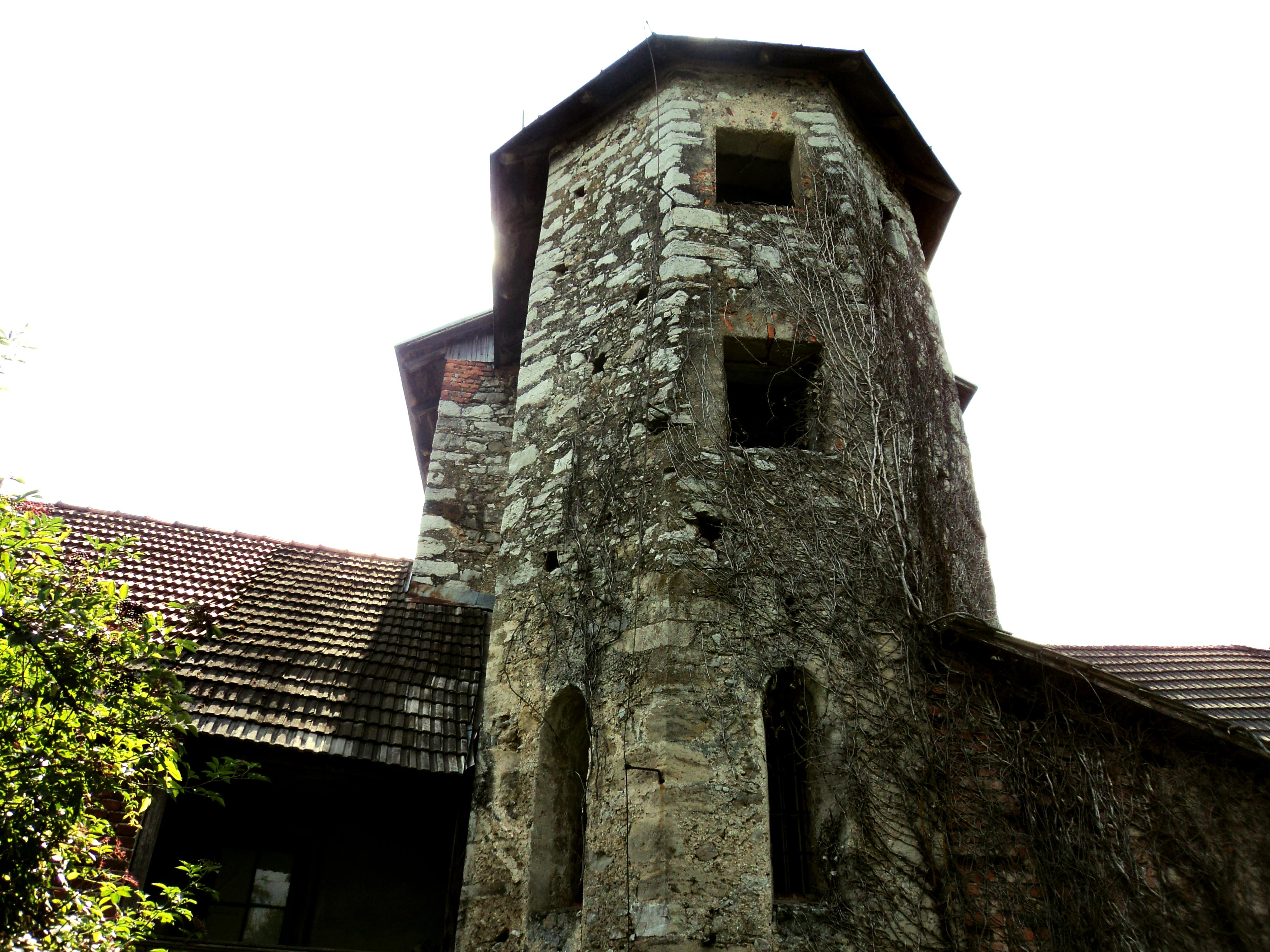
Замок Виница в 2010 году

С 2014 по 2015 год проходила реставрация и реконструкция замка, которые выполняла строительная компания «MIRAG INVEST DOO», владеющая правами на замок с весны 2014 года. На момент начала восстановительных работ в комплексе замка сохранился только полуразрушенный центральный особняк и небольшие остатки крепостных стен. В настоящее время замок полностью восстановлен.

## Галерея

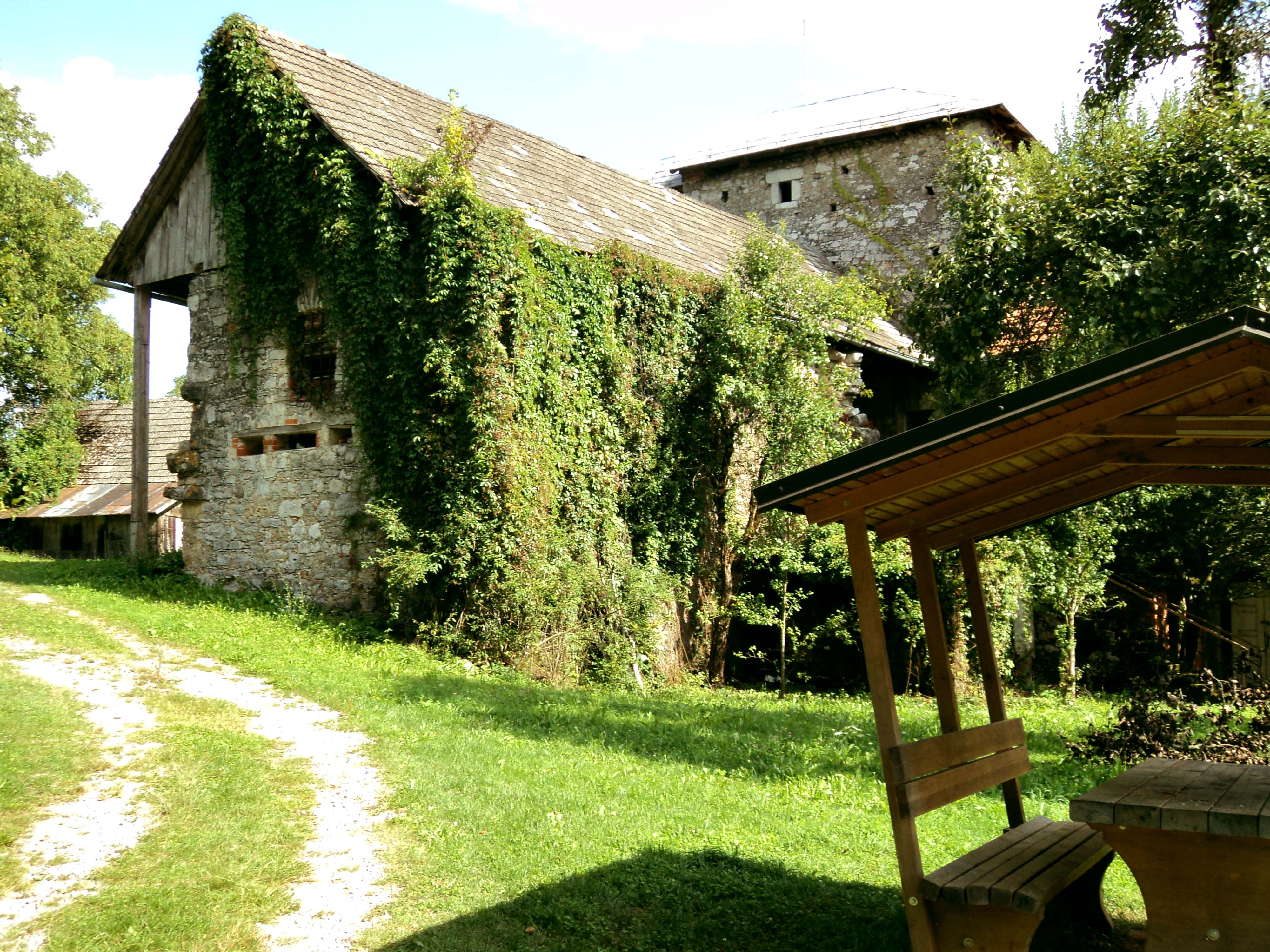
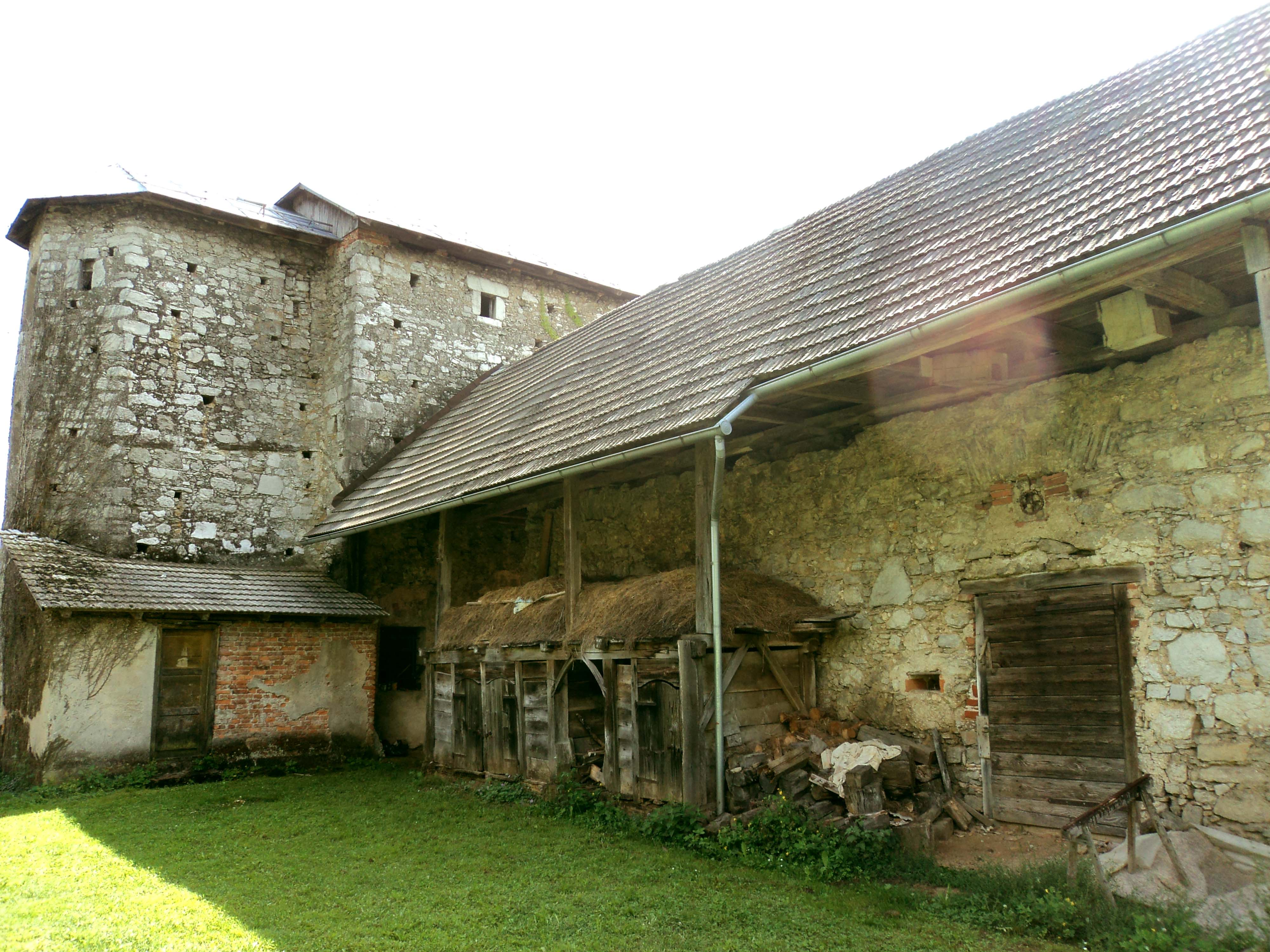
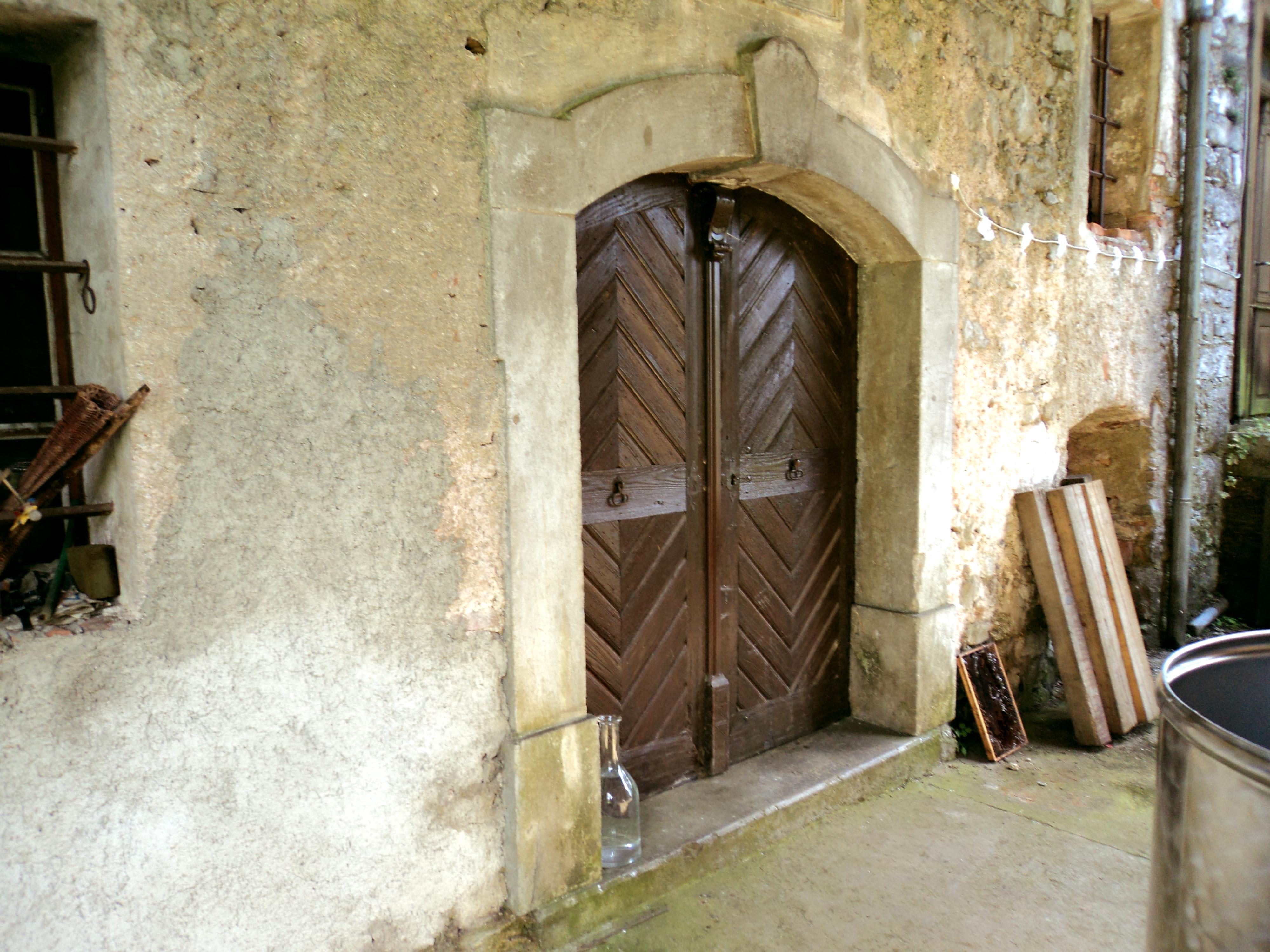
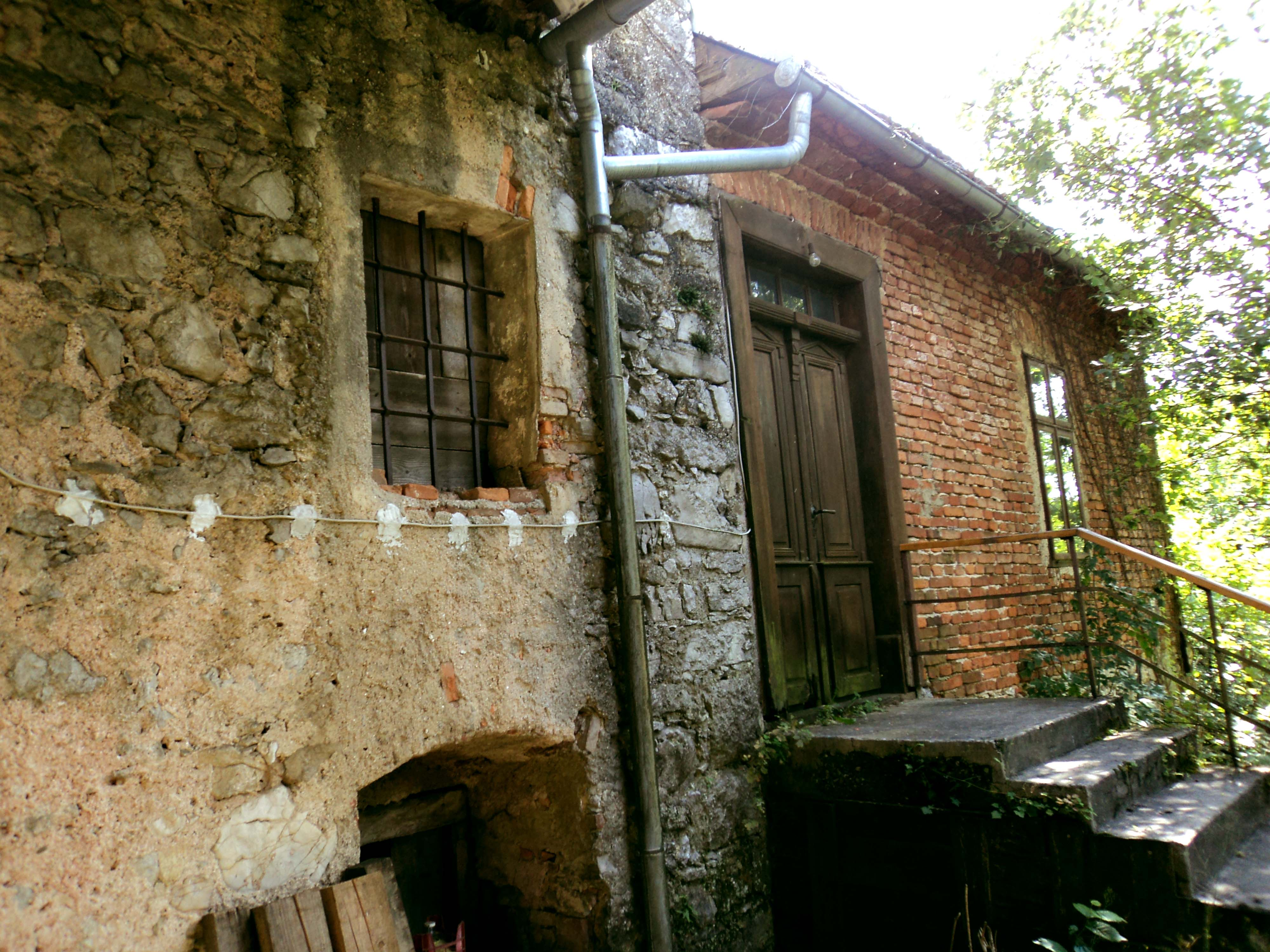
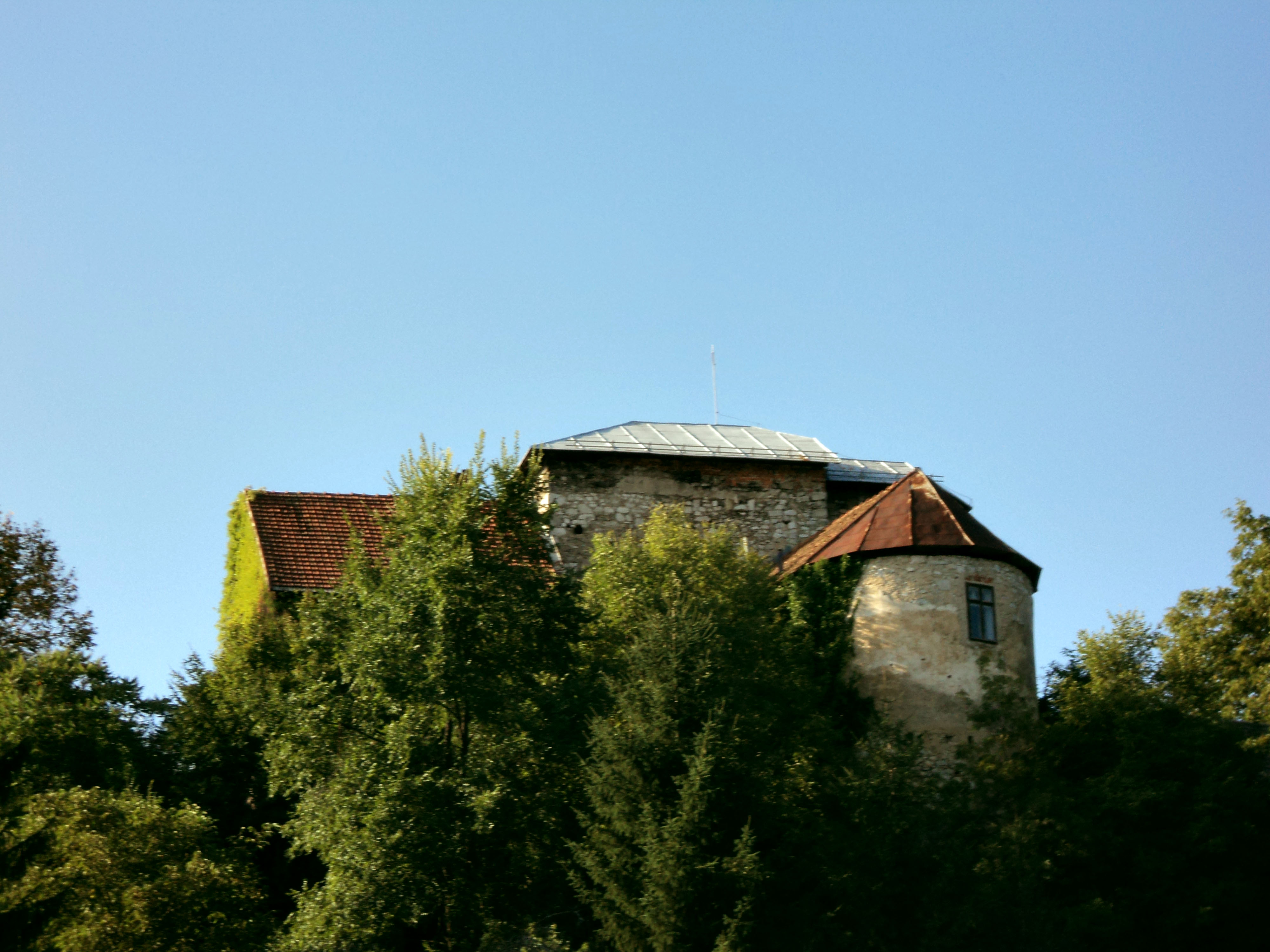